# Campeonato Baiano de Futebol de 2010

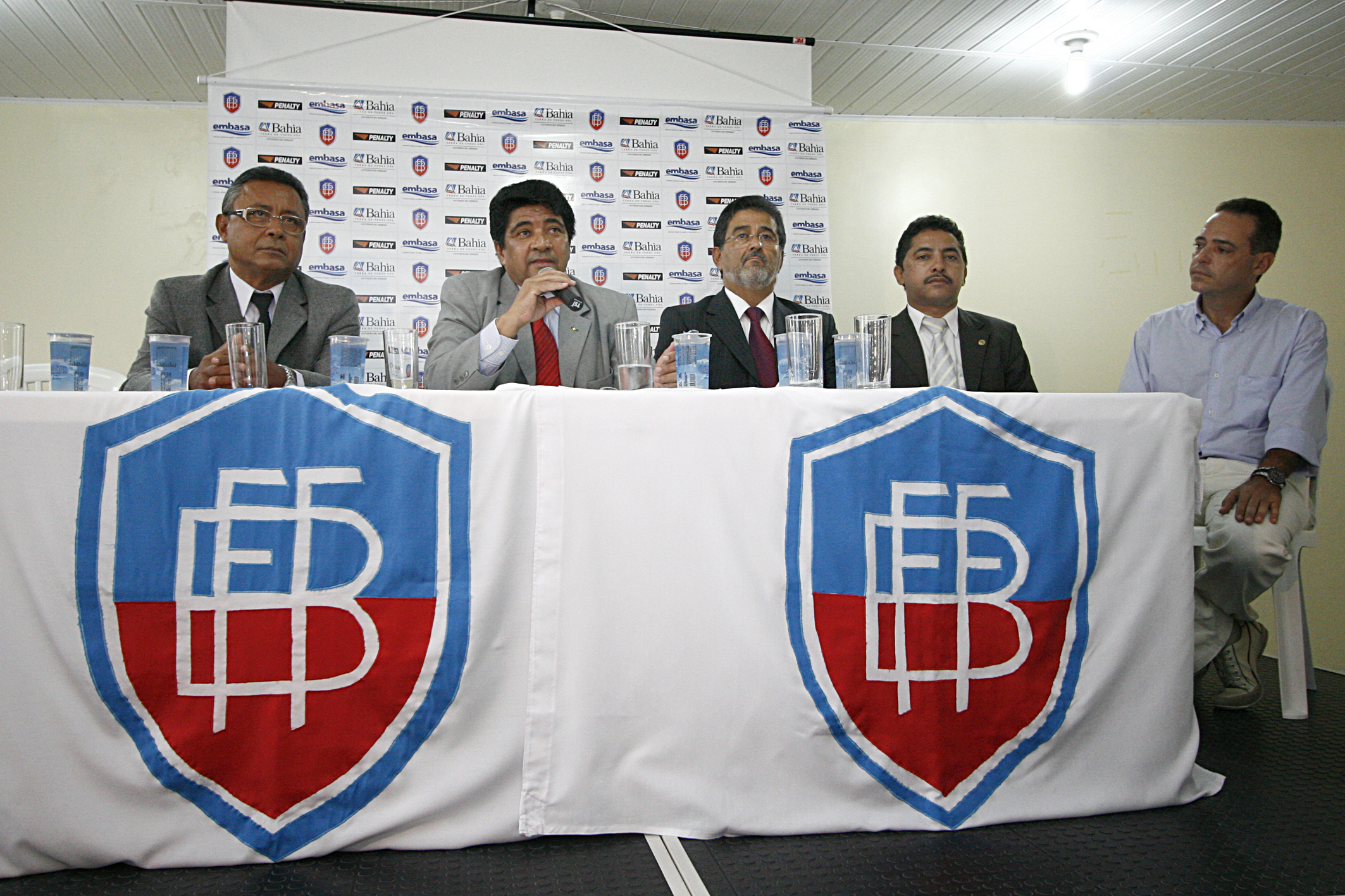
Evento de patrocínio do Campeonato.

O Campeonato Baiano de Futebol de 2010 foi a 106.ª edição da competição, realizado no estado da Bahia e organizado pela Federação Bahiana de Futebol. A divisão principal teve duração de, aproximadamente, quatro meses, tendo início no dia 17 de janeiro e final no dia 2 de maio de 2010.
Esta foi a primeira edição na história em que uma cidade do interior teve mais representantes no certame que Salvador. Feira de Santana contou com Fluminense de Feira, Feirense e Bahia de Feira, enquanto que Bahia e Vitória representaram a capital do estado.

## Regulamento
As doze equipes se dividirão em dois grupos de seis e se enfrentarão em jogos de ida e volta, grupo contra grupo. Os quatro melhores classificados de cada um formarão mais dois grupos e se enfrentarão em novos jogos de ida e volta, dentro de seus respectivos grupos. Os dois melhores classificados destes avançam para as semifinais, sendo disputadas em mata-mata, tendo na grande final, para se conhecer o campeão, os dois vencedores das semi. Os dois maiores pontuadores ao longo do certame terão vantagem de jogar por resultados iguais nas semifinais, tendo o melhor pontuador vantagem na final.
O Grupo da Morte é a grande novidade do certame. Os quatro times que ficaram para trás na primeira fase formarão um quadrangular, onde os dois piores classificados serão rebaixados à Segunda Divisão de 2011.

## Clubes participantes
Doze clubes de futebol baianos participarão da divisão superior do Campeonato Baiano, sendo dois da capital e o restante do interior do estado. O Poções, rebaixado em 2009, não participará desta edição, dando lugar ao campeão da Segunda Divisão do ano anterior: Bahia de Feira.
| Clube                  | Cidade               | Estádio          | Capacidade | Em 2009      | Títulos (mais recente) |
| ---------------------- | -------------------- | ---------------- | ---------- | ------------ | ---------------------- |
| Atlético de Alagoinhas | Alagoinhas           | Carneirão        | 12.000     | 4º           | 0 (não possui)         |
| Bahia                  | Salvador             | Pituaçu          | 31.677     | 2º           | 43 (2001)              |
| Bahia de Feira         | Feira de Santana     | Jóia da Princesa | 16.274     | 1º (2ª div.) | 0 (não possui)         |
| Camaçari               | Camaçari             | Armando Oliveira | 7.000      | 8º           | 0 (não possui)         |
| Colo Colo              | Ilhéus               | Mário Pessoa     | 7.000      | 7º           | 1 (2006)               |
| Feirense               | Feira de Santana     | Jóia da Princesa | 16.274     | 11º          | 0 (não possui)         |
| Fluminense de Feira    | Feira de Santana     | Jóia da Princesa | 16.274     | 3º           | 2 (1969)               |
| Ipitanga               | Senhor do Bonfim     | Pedro Amorim     | 4.000      | 9º           | 0 (não possui)         |
| Itabuna                | Itabuna              | Luiz Viana Filho | 11.745     | 6º           | 0 (não possui)         |
| Madre de Deus          | Madre de Deus        | Madre de Deus    | 6.000      | 10º          | 0 (não possui)         |
| Vitória                | Salvador             | Barradão         | 35.632     | 1º           | 25 (2009)              |
| Vitória da Conquista   | Vitória da Conquista | Lomanto Júnior   | 12.500     | 5º           | 0 (não possui)         |

## Primeira fase

### Classificação
| Equipe | Equipe                 | Pts | J  | V | E | D | GP | GC | SG  |
| ------ | ---------------------- | --- | -- | - | - | - | -- | -- | --- |
| 1      | Vitória                | 28  | 12 | 9 | 1 | 2 | 26 | 9  | +17 |
| 2      | Vitória da Conquista   | 24  | 12 | 7 | 3 | 2 | 22 | 14 | +8  |
| 3      | Atlético de Alagoinhas | 20  | 12 | 6 | 2 | 4 | 14 | 11 | +3  |
| 4      | Bahia de Feira         | 16  | 12 | 4 | 4 | 4 | 13 | 10 | +3  |
| 5      | Madre de Deus          | 13  | 12 | 2 | 7 | 3 | 19 | 19 | 0   |
| 6      | Colo Colo              | 10  | 12 | 3 | 1 | 8 | 15 | 28 | -13 |

| Equipe | Equipe              | Pts | J  | V | E | D | GP | GC | SG  |
| ------ | ------------------- | --- | -- | - | - | - | -- | -- | --- |
| 1      | Bahia               | 24  | 12 | 7 | 3 | 2 | 23 | 13 | +10 |
| 2      | Camaçari            | 17  | 12 | 4 | 5 | 3 | 19 | 18 | +1  |
| 3      | Fluminense de Feira | 16  | 12 | 4 | 4 | 4 | 16 | 16 | 0   |
| 4      | Feirense            | 12  | 12 | 3 | 3 | 6 | 11 | 15 | -4  |
| 5      | Ipitanga            | 11  | 12 | 3 | 2 | 7 | 15 | 29 | -14 |
| 6      | Itabuna             | 7   | 12 | 2 | 1 | 9 | 7  | 18 | -11 |

### Jogos
- Em negrito estão destacados os clássicos.

|                      | AAL | BAH | BFE | CAM | COL | FEI | FLF | IPI | ITA | MAD | VIT | VCO |
| -------------------- | --- | --- | --- | --- | --- | --- | --- | --- | --- | --- | --- | --- |
| Atlético             | —   | 2–2 | —   | 1–0 | —   | 2–0 | 0–1 | 2–1 | 0–1 | —   | —   | —   |
| Bahia                | 2–0 | —   | 3–5 | —   | 3–1 | —   | —   | —   | —   | 0–0 | 2–1 | 3–0 |
| Bahia de Feira       | —   | 0–1 | —   | 0–1 | —   | 0–0 | 0–0 | 1–1 | 2–0 | —   | —   | —   |
| Camaçari             | 1–1 | —   | 3–1 | —   | 2–1 | —   | —   | —   | —   | 2–2 | 1–3 | 4–4 |
| Colo-Colo            | —   | 1–5 | —   | 1–2 | —   | 2–0 | 2–5 | 1–1 | 2–1 | —   | —   | —   |
| Feirense             | 1–2 | —   | 0–0 | —   | 4–0 | —   | —   | —   | —   | 1–1 | 0–3 | 2–2 |
| Fluminense           | 0–1 | —   | 0–0 | —   | 2–1 | —   | —   | —   | —   | 4–1 | 2–2 | 0–1 |
| Ipitanga             | 2–1 | —   | 0–1 | —   | 2–1 | —   | —   | —   | —   | 3–2 | 1–4 | 1–2 |
| Itabuna              | 0–2 | —   | 0–3 | —   | 1–2 | —   | —   | —   | —   | 1–1 | 1–0 | 0–1 |
| Madre de Deus        | —   | 0–0 | —   | 2–2 | —   | 1–2 | 1–1 | 5–1 | 3–2 | —   | —   | —   |
| Vitória              | —   | 2–0 | —   | 2–1 | —   | 1–0 | 3–1 | 4–0 | 1–0 | —   | —   | —   |
| Vitória da Conquista | —   | 1–2 | —   | 0–0 | —   | 1–0 | 4–0 | 5–2 | 1–0 | —   | —   | —   |

### Desempenho por rodada
Clubes que lideraram cada grupo ao final de cada rodada:
|         | 1ªR | 2ªR | 3ªR | 4ªR | 5ªR | 6ªR | 7ªR | 8ªR | 9ªR | 10ªR | 11ªR | 12ªR |
| Grupo 1 | VCO | VCO | VIT | VIT | VCO | VIT | VIT | VIT | VIT | VIT  | VIT  | VIT  |
| Grupo 2 | BAH | BAH | BAH | BAH | CAM | FLF | FLF | BAH | BAH | BAH  | BAH  | BAH  |

Clubes que ficaram na última posição de cada grupo ao final de cada rodada:
|         | 1ªR | 2ªR | 3ªR | 4ªR | 5ªR | 6ªR | 7ªR | 8ªR | 9ªR | 10ªR | 11ªR | 12ªR |
| Grupo 1 | COL | COL | AAL | COL | COL | COL | COL | COL | COL | COL  | COL  | COL  |
| Grupo 2 | IPI | CAM | FEI | FEI | FEI | FEI | FEI | FEI | FEI | FEI  | ITA  | ITA  |

## Segunda fase

### Classificação e jogos

#### Grupo 3
| Equipe | Equipe                 | Pts | J | V | E | D | GP | GC | SG |
| ------ | ---------------------- | --- | - | - | - | - | -- | -- | -- |
| 1      | Vitória                | 13  | 6 | 4 | 1 | 1 | 12 | 4  | +8 |
| 2      | Bahia de Feira         | 10  | 6 | 3 | 1 | 2 | 7  | 5  | +2 |
| 3      | Vitória da Conquista   | 7   | 6 | 2 | 1 | 3 | 6  | 7  | -1 |
| 4      | Atlético de Alagoinhas | 3   | 6 | 0 | 3 | 3 | 4  | 13 | -9 |

|                        | ATL | BFE | VIT | VCO |
| ---------------------- | --- | --- | --- | --- |
| Atlético de Alagoinhas | –   | 1–1 | 1–1 | 1–1 |
| Bahia de Feira         | 2–0 | –   | 2–0 | 0–1 |
| Vitória                | 4–0 | 3–1 | –   | 1–0 |
| Vitória da Conquista   | 4–1 | 0–1 | 0–3 | –   |

#### Grupo 4
| Equipe | Equipe              | Pts | J | V | E | D | GP | GC | SG  |
| ------ | ------------------- | --- | - | - | - | - | -- | -- | --- |
| 1      | Bahia               | 16  | 6 | 5 | 1 | 0 | 18 | 7  | +11 |
| 2      | Camaçari            | 8   | 6 | 2 | 2 | 2 | 9  | 12 | -3  |
| 3      | Feirense            | 5   | 6 | 1 | 2 | 3 | 4  | 10 | -6  |
| 4      | Fluminense de Feira | 4   | 6 | 1 | 1 | 4 | 11 | 13 | -2  |

|                     | BAH | CAM | FEI | FLU |
| ------------------- | --- | --- | --- | --- |
| Bahia               | –   | 3–3 | 2–0 | 3–2 |
| Camaçari            | 0–3 | –   | 0–0 | 3–2 |
| Feirense            | 1–5 | 0–1 | –   | 3–2 |
| Fluminense de Feira | 1–2 | 4–2 | 0–0 | –   |

### Desempenho por rodada
Desempenho dos clubes a cada rodada da segunda fase:
|         |     | 1ªR | 2ªR | 3ªR | 4ªR | 5ªR | 6ªR |
| Grupo 3 | ATL | 2º  | 4º  | 3º  | 3º  | 4º  | 4º  |
| Grupo 3 | BFE | 1º  | 1º  | 1º  | 1º  | 2º  | 2º  |
| Grupo 3 | VIT | 4º  | 2º  | 2º  | 2º  | 1º  | 1º  |
| Grupo 3 | VCO | 2º  | 3º  | 4º  | 4º  | 3º  | 3º  |
| Grupo 4 | BAH | 1º  | 1º  | 1º  | 1º  | 1º  | 1º  |
| Grupo 4 | CAM | 3º  | 3º  | 4º  | 4º  | 2º  | 2º  |
| Grupo 4 | FEI | 4º  | 4º  | 3º  | 2º  | 3º  | 3º  |
| Grupo 4 | FLU | 2º  | 2º  | 2º  | 3º  | 4º  | 4º  |

## Quadrangular de rebaixamento

### Classificação e jogos

#### Grupo 5
| Equipe | Equipe        | Pts | J | V | E | D | GP | GC | SG |
| ------ | ------------- | --- | - | - | - | - | -- | -- | -- |
| 1      | Ipitanga      | 10  | 6 | 3 | 1 | 2 | 12 | 11 | +1 |
| 2      | Colo Colo     | 9   | 6 | 3 | 0 | 3 | 7  | 11 | -4 |
| 3      | Madre de Deus | 8   | 6 | 2 | 2 | 2 | 10 | 8  | +2 |
| 4      | Itabuna       | 7   | 6 | 2 | 1 | 3 | 8  | 7  | +1 |

|               | COL | IPI | ITA | MAD |
| ------------- | --- | --- | --- | --- |
| Colo Colo     | –   | 2–0 | 1–0 | 3–2 |
| Ipitanga      | 3–1 | –   | 4–1 | 3–3 |
| Itabuna       | 4–0 | 3–0 | –   | 0–0 |
| Madre de Deus | 2–0 | 1–2 | 1–0 | –   |

### Desempenho por rodada
Desempenho dos clubes a cada rodada do quadrangular de rebaixamento:
|     | 1ªR | 2ªR | 3ªR | 4ªR | 5ªR | 6ªR |
| COL | 1º  | 3º  | 1º  | 2º  | 1º  | 2º  |
| IPI | 4º  | 2º  | 3º  | 1º  | 3º  | 1º  |
| ITA | 2º  | 4º  | 4º  | 4º  | 2º  | 3º  |
| MAD | 3º  | 1º  | 2º  | 3º  | 4º  | 4º  |

## Fase final
|  | Semifinais     | Semifinais | Semifinais | Semifinais |   |       | Final | Final | Final | Final |
|  |                |            |            |            |   |       |       |       |       |       |
|  | Camaçari       | 2          | 1          | 3          |   |       |       |       |       |       |
|  | Vitória        | 2          | 1          | 3          |   |       |       |       |       |       |
|  | Vitória        | 2          | 1          | 3          |   | Bahia | 0     | 2     | 2     |       |
|  |                |            |            |            |   | Bahia | 0     | 2     | 2     |       |
|  |                | Vitória    | 1          | 1          | 2 |       |       |       |       |       |
|  | Bahia de Feira | Vitória    | 1          | 1          | 2 | 0     | 1     | 1     |       |       |
|  | Bahia de Feira |            |            |            |   | 0     | 1     | 1     |       |       |
|  | Bahia          | 0          | 1          | 1          |   |       |       |       |       |       |

### Semifinais
Jogos de ida
| 11 de abril de 2010 | Camaçari                       | 2 – 2     | Vitória                         | Estádio Armando Oliveira                            |
| 16:00               | Dos Santos 37' · Sylvestre 53' | Movimento | 61' Ramon Menezes · 84' Wallace | Público: 2,132 Árbitro: BA Gleidson Santos Oliveira |

| 11 de abril de 2010 | Bahia de Feira | 0 – 0     | Bahia | Estádio Joia da Princesa                               |
| 16:00               |                | Movimento |       | Público: 3,018 Árbitro: BA Arilson Bispo da Anunciação |

Jogos de volta
| 18 de abril de 2010 | Bahia      | 1 – 1     | Bahia de Feira  | Estádio Pituaçu                                    |
| 16:00               | Vágner 30' | Movimento | 90+2' João Neto | Público: 12,120 Árbitro: BA Jaílson Macedo Freitas |

| 18 de abril de 2010 | Vitória    | 1 – 1     | Camaçari   | Estádio Barradão                                  |
| 17:00               | Júnior 82' | Movimento | 45' Murilo | Público: 11,710 Árbitro: BA Rosalvo da Silva Mota |

### Final
Jogo de ida
| 25 de abril de 2010 | Bahia | 0 – 1     | Vitória    | Estádio Pituaçu                                |
| 17:00               |       | Movimento | 79' Júnior | Público: 32,157 Árbitro: SP Wilson Luiz Seneme |

Jogo de volta
| 2 de maio de 2010 | Vitória     | 1 – 2     | Bahia                         | Estádio Barradão, Salvador                      |
| 17:00             | Elkeson 18' | Movimento | 47' Rodrigo Gral · 90+1' Lima | Público: 23,237 Árbitro: PR Héber Roberto Lopes |

| Campeão Baiano de 2010              |
| ----------------------------------- |
| Vitória (26º título - tetracampeão) |

## Estatísticas

### Artilharia
Atualizado em 4 de maio.
| Gols | Jogador       | Clube                  |
| ---- | ------------- | ---------------------- |
| 13   | Sassá         | Ipitanga               |
| 12   | Júnior        | Vitória                |
| 11   | Sylvestre     | Camaçari               |
| 10   | Ermínio       | Fluminense de Feira    |
| 10   | Ramon Menezes | Vitória                |
| 9    | João Neto     | Bahia de Feira         |
| 9    | Rodrigo Gral  | Bahia                  |
| 8    | Ederson       | Madre de Deus          |
| 7    | Murilo        | Camaçari               |
| 6    | Brawn         | Vitória da Conquista   |
| 6    | Deon          | Fluminense de Feira    |
| 6    | Robert        | Atlético de Alagoinhas |
| 5    | 6 jogadores   | 6 jogadores            |
| 4    | 4 jogadores   | 4 jogadores            |
| 3    | 16 jogadores  | 16 jogadores           |
| 2    | 26 jogadores  | 26 jogadores           |
| 1    | 62 jogadores  | 62 jogadores           |

### Goleadas
| Nº | Partida              | Partida | Partida                | Estádio          | Data            |
| -- | -------------------- | ------- | ---------------------- | ---------------- | --------------- |
| 1º | Colo Colo            | 1-5     | Bahia                  | Mário Pessoa     | 17 de janeiro   |
| 1º | Madre de Deus        | 5-1     | Ipitanga               | Madre de Deus    | 24 de janeiro   |
| 1º | Feirense             | 1-5     | Bahia                  | Joia da Princesa | 13 de março     |
| 1º | Feirense             | 4-0     | Colo Colo              | Joia da Princesa | 30 de janeiro   |
| 1º | Vitória da Conquista | 4-0     | Fluminense de Feira    | Lomanto Júnior   | 21 de fevereiro |
| 1º | Vitória              | 4-0     | Ipitanga               | Pituaçu          | 21 de fevereiro |
| 1º | Vitória              | 4-0     | Atlético de Alagoinhas | Barradão         | 21 de março     |

### Desempenho dos clubes por rodada
| Zona de classificação para a segunda fase (até a 12.ª rodada).                 | Zona de classificação para a semifinal (após a 12.ª rodada). |
| Zona de classificação para o quadrangular do rebaixamento (até a 12.ª rodada). | Zona de rebaixamento (após a 12.ª rodada).                   |

Tabela incompleta.
|                        | 1ªR     | 2ªR     | 3ªR     | 4ªR     | 5ªR     | 6ªR     | 7ªR     | 8ªR     | 9ªR     | 10ªR    | 11ªR    | 12ªR    | 13ªR    | 14ªR    | 15ªR    | 16ªR    | 17ªR    | 18ªR    |
| ---------------------- | ------- | ------- | ------- | ------- | ------- | ------- | ------- | ------- | ------- | ------- | ------- | ------- | ------- | ------- | ------- | ------- | ------- | ------- |
| Atlético de Alagoinhas | º       | º       | º       | º       | º       | º       | º       |         |         |         |         |         | 2º      | 4º      | 3º      | 3º      | 4º      | 4º      |
| Atlético de Alagoinhas | Grupo 1 | Grupo 1 | Grupo 1 | Grupo 1 | Grupo 1 | Grupo 1 | Grupo 1 | Grupo 1 | Grupo 1 | Grupo 1 | Grupo 1 | Grupo 1 | Grupo 3 | Grupo 3 | Grupo 3 | Grupo 3 | Grupo 3 | Grupo 3 |
| Bahia                  | º       | º       | º       | º       | º       | º       | º       |         |         |         |         |         | 1º      | 1º      | 1º      | 1º      | 1º      | 1º      |
| Bahia                  | Grupo 2 | Grupo 2 | Grupo 2 | Grupo 2 | Grupo 2 | Grupo 2 | Grupo 2 | Grupo 2 | Grupo 2 | Grupo 2 | Grupo 2 | Grupo 2 | Grupo 4 | Grupo 4 | Grupo 4 | Grupo 4 | Grupo 4 | Grupo 4 |
| Bahia de Feira         | º       | º       | º       | º       | º       | º       | º       |         |         |         |         |         | 1º      | 1º      | 1º      | 1º      | 2º      | 2º      |
| Bahia de Feira         | Grupo 1 | Grupo 1 | Grupo 1 | Grupo 1 | Grupo 1 | Grupo 1 | Grupo 1 | Grupo 1 | Grupo 1 | Grupo 1 | Grupo 1 | Grupo 1 | Grupo 3 | Grupo 3 | Grupo 3 | Grupo 3 | Grupo 3 | Grupo 3 |
| Camaçari               | º       | º       | º       | º       | º       | º       | º       |         |         |         |         |         | 3º      | 3º      | 4º      | 4º      | 2º      | 2º      |
| Camaçari               | Grupo 2 | Grupo 2 | Grupo 2 | Grupo 2 | Grupo 2 | Grupo 2 | Grupo 2 | Grupo 2 | Grupo 2 | Grupo 2 | Grupo 2 | Grupo 2 | Grupo 4 | Grupo 4 | Grupo 4 | Grupo 4 | Grupo 4 | Grupo 4 |
| Colo Colo              | º       | º       | º       | º       | º       | º       | º       |         |         |         |         |         | 1º      | 3º      | 1º      | 2º      | 1º      | 2º      |
| Colo Colo              | Grupo 1 | Grupo 1 | Grupo 1 | Grupo 1 | Grupo 1 | Grupo 1 | Grupo 1 | Grupo 1 | Grupo 1 | Grupo 1 | Grupo 1 | Grupo 1 | Grupo 5 | Grupo 5 | Grupo 5 | Grupo 5 | Grupo 5 | Grupo 5 |
| Feirense               | º       | º       | º       | º       | º       | º       | º       |         |         |         |         |         | 4º      | 4º      | 3º      | 2º      | 3º      | 3º      |
| Feirense               | Grupo 2 | Grupo 2 | Grupo 2 | Grupo 2 | Grupo 2 | Grupo 2 | Grupo 2 | Grupo 2 | Grupo 2 | Grupo 2 | Grupo 2 | Grupo 2 | Grupo 4 | Grupo 4 | Grupo 4 | Grupo 4 | Grupo 4 | Grupo 4 |
| Fluminense de Feira    | º       | º       | º       | º       | º       | º       | º       |         |         |         |         |         | 2º      | 2º      | 2º      | 3º      | 4º      | 4º      |
| Fluminense de Feira    | Grupo 2 | Grupo 2 | Grupo 2 | Grupo 2 | Grupo 2 | Grupo 2 | Grupo 2 | Grupo 2 | Grupo 2 | Grupo 2 | Grupo 2 | Grupo 2 | Grupo 4 | Grupo 4 | Grupo 4 | Grupo 4 | Grupo 4 | Grupo 4 |
| Ipitanga               | º       | º       | º       | º       | º       | º       | º       |         |         |         |         |         | 4º      | 2º      | 3º      | 1º      | 3º      | 1º      |
| Ipitanga               | Grupo 2 | Grupo 2 | Grupo 2 | Grupo 2 | Grupo 2 | Grupo 2 | Grupo 2 | Grupo 2 | Grupo 2 | Grupo 2 | Grupo 2 | Grupo 2 | Grupo 5 | Grupo 5 | Grupo 5 | Grupo 5 | Grupo 5 | Grupo 5 |
| Itabuna                | º       | º       | º       | º       | º       | º       | º       |         |         |         |         |         | 2º      | 4º      | 4º      | 4º      | 2º      | 3º      |
| Itabuna                | Grupo 2 | Grupo 2 | Grupo 2 | Grupo 2 | Grupo 2 | Grupo 2 | Grupo 2 | Grupo 2 | Grupo 2 | Grupo 2 | Grupo 2 | Grupo 2 | Grupo 5 | Grupo 5 | Grupo 5 | Grupo 5 | Grupo 5 | Grupo 5 |
| Madre de Deus          | º       | º       | º       | º       | º       | º       | º       |         |         |         |         |         | 3º      | 1º      | 2º      | 3º      | 4º      | 4º      |
| Madre de Deus          | Grupo 1 | Grupo 1 | Grupo 1 | Grupo 1 | Grupo 1 | Grupo 1 | Grupo 1 | Grupo 1 | Grupo 1 | Grupo 1 | Grupo 1 | Grupo 1 | Grupo 5 | Grupo 5 | Grupo 5 | Grupo 5 | Grupo 5 | Grupo 5 |
| Vitória                | º       | º       | º       | º       | º       | º       | º       |         |         |         |         |         | 4º      | 2º      | 2º      | 2º      | 1º      | 1º      |
| Vitória                | Grupo 1 | Grupo 1 | Grupo 1 | Grupo 1 | Grupo 1 | Grupo 1 | Grupo 1 | Grupo 1 | Grupo 1 | Grupo 1 | Grupo 1 | Grupo 1 | Grupo 3 | Grupo 3 | Grupo 3 | Grupo 3 | Grupo 3 | Grupo 3 |
| Vitória da Conquista   | º       | º       | º       | º       | º       | º       | º       |         |         |         |         |         | 2º      | 3º      | 4º      | 4º      | 3º      | 3º      |
| Vitória da Conquista   | Grupo 1 | Grupo 1 | Grupo 1 | Grupo 1 | Grupo 1 | Grupo 1 | Grupo 1 | Grupo 1 | Grupo 1 | Grupo 1 | Grupo 1 | Grupo 1 | Grupo 3 | Grupo 3 | Grupo 3 | Grupo 3 | Grupo 3 | Grupo 3 |

## Transmissão
A TV Itapoan, afiliada da Record na Bahia, adquiriu os direitos televisivos de exclusividade para as edições de 2007 a 2010. Assim, pela quarta edição consecutiva, a TV Itapoan transmitiu o Campeonato Baiano de Futebol começando pela partida entre Colo Colo e Bahia no Estádio Mário Pessoa, em Ilhéus.